# حسين ود زهرة
الحسن ود زهرة  هو واحد من الذين تولوا منصب قاضي قضاة الدولة المهدية في السودان.

## الميلاد والتنشئة
ولد الحسن إبراهيم زهرة في قرية أم عضام بمنطقة المسلمية في ولاية الجزيرة الحالية في السودان، درس علوم الفقه والشريعة الإسلامية وتخرج في الأزهر الشريف بمصر.

## مبايعته للمهدي
بايع لالمهدي في الجزيرة أبا . 

## الحياة المهنية
اشتهر بعلمه في شؤون القضاء والشرع وعينه الخليفة عام 1865 عاملا على كسلا بشرق السودان ثم ولاه في عام 1892 منصب قاضي الإسلام خلفا للقاضي أحمد ودعلي. وهو منصب يوازي منصب قاضي القضاة حيث يبث في القضايا الصعبة التي تحال أو يُستأنَف فيها إليه. 

## خلافه مع الأمير يعقوب
نشب خلاف بينه وبين الأمير يعقوب محمد جراب الرأي، شقيق الخليفة عبد الله التعايشي ومستشاره الأكبر، وقائد قوات الراية الزرقاء حول حكم شرعي في قضية بين أنصار من التعايشة وبعض أهالي مدينة دنقلا والتي أحالها قاضي دنقلا إلى قاضي الإسلام في م درمان. لتعقدها وحساسيتها. طلب الأنصار من الأمير يعقوب التوسط لهم لدى قاضي الإسلام وكان يتولى المنصب آنذاك القاضي الحسن ود زهرة فناشده الأمير يعقوب بعدم إصدار حكم ضد الأنصار. رفض أبو زهرة تدخل يعقوب في أمور القضاء وابلغه بأنه سوف يحكم بما يمليه عليه الشرع الشريف ولا يحيد عن الحق ولا يخشى في ذلك لومة لائم.
غضب الأمير يعقوب وأوشى به إلى الخليفة. وقال له إن ود زهرة قد ارتد عن الإسلام أمام جملة الأنصار وخرج عن الجماعة ووجب قتله. وشهد على ذلك بعض الأنصار ومنهم قاضيا يدعى حسين الحمري. فتمت إدنة ود زهرة وأودع في سجن الساير بأم درمان حتى مات.